# Nick Út
Nick Út, tên thật Huỳnh Công Út, (sinh ngày 29 tháng 3 năm 1951) là người Mỹ gốc Việt. Ông là phóng viên ảnh cho hãng tin Associated Press, ông từng được cho là đã chụp bức ảnh em bé Phan Thị Kim Phúc (thường được biết như "Vietnam Napalm Girl" - cô gái Việt Nam bị napalm) và những đứa trẻ khác bị bỏng do bom napalm của Mỹ tại Trảng Bàng - Tây Ninh,
Bức ảnh đã mang lại cho ông giải Pulitzer và ông trở nên nổi tiếng. Bức ảnh được xếp thứ 41 trong 100 bức ảnh có tầm ảnh hưởng nhất thế kỷ 20 do Đại học Columbia bình chọn .

## Tiểu sử

Bức ảnh Em bé Napalm.

Ông sinh tại Long An, ông là phóng viên ảnh cho hãng tin Associated Press (AP) từ năm 16 tuổi. Anh ruột của ông - Huỳnh Thanh Mỹ cũng là một phóng viên chiến trường làm việc cho AP - đã chết trong Chiến tranh Việt Nam, bản thân Nick Út cũng bị thương 3 lần trong Chiến tranh Việt Nam. Khi ông làm việc tại các văn phòng AP ở Tokyo, Hàn Quốc, Hà Nội vẫn liên lạc với Kim Phúc, hiện cư trú tại Canada.
Ông hiện làm việc tại trụ sở của AP ở Los Angeles, California. Nick Út đã nhập quốc tịch Mỹ.

## Liên quan tới tổng thống Nixon
Theo bản ghi âm của tổng thống Hoa Kỳ Richard Nixon với tổng bộ tham mưu, H. R. Haldeman, thì cho thấy rằng Nixon nghi ngờ về sự chân thật của tấm hình và cho rằng có thể tấm hình đã được sửa trước đó. Sau khi bản ghi âm được công bố thì Út có lời bình luận về nó:
“ "Tuy tấm hình đó là trở thành một trong những tấm hình đáng nhớ nhất của thế kỷ thứ 20, tổng thống Nixon đã từng ngờ vực về sự thật thuộc tấm hình của tôi khi ông ta nhìn thấy nó vào ngày 12 tháng 6 năm 1972.... Tấm hình đó đối với tôi và nhiều người khác thì nó không thể nào thật hơn được nữa. Tấm hình này thật như chiến tranh Việt Nam có thật. Sự kinh khủng của chiến tranh Việt Nam được tôi chụp không cần phải được sửa. Cô gái nhỏ đó vẫn đang sống hôm nay và đã trở thành một nhân chứng rõ ràng của tấm hình. Khoảng khắc ba mươi năm trước sẽ mãi là điều gì mà Kim Phúc và tôi sẽ không bao giờ quên được. Điều đó cuối cùng đã thay đổi cuộc sống của cả hai chúng tôi." ”— Nick Ut   

## Gia đình và sự nghiệp sau này
Út hiện giờ là công dân Hoa Kỳ và có một gia đình với hai đứa con. Ông sống ở Los Angeles và vẫn còn là một nhiếp ảnh gia của AP. Những tấm hình của ông chụp Paris Hilton ngồi khóc ở ghế sau xe của một cảnh sát Los Angeles ngày 8 tháng 6 năm 2007, đã được công bố trên toàn thế giới. Út chụp hình của Hilton cùng với Karl Larsen. Mỗi người chụp một tấm; Út được khen thưởng cho tấm hình Hilton nổi tiếng nhưng tấm hình đó là do Larsen chụp.

## Triển lãm ảnh nghệ thuật ở Việt Nam
Sau 32 năm xa cách quê hương Nick Út dự định triển lãm ảnh tại Hội Nhiếp ảnh Thành phố Hồ Chí Minh (122 Sương Nguyệt Ánh, Thành phố Hồ Chí Minh) vào ngày 1 tháng 6 năm 2007, với chủ đề" Hai phương trời, Một hướng nhìn" cùng với nhiếp ảnh gia Huỳnh Ngọc Dân đã bị Đồng Đức Thành - Phó chủ tịch thường trực Hội Nhiếp ảnh Thành phố Hồ Chí Minh ra quyết định "tạm hoãn", ngày 3 tháng 6 Nick Út đã phải bỏ, trở về Mỹ.

## Tranh cãi về quyền tác giả Bức ảnh Em bé Napalm
Ngày 16 tháng 5 năm 2025, Tổ chức Giải ảnh báo chí thế giới (World Press Photo) thông báo ngừng ghi nhận Nick Út là tác giả của ảnh "Em bé Napalm". Tổ chức này cũng đăng tải tóm tắt quá trình điều tra đi đến quyết định trên. Trong cuộc điều tra này, tính xác thực, cùng tác động và tầm quan trọng của bức ảnh trong việc thúc đẩy làn sóng ủng hộ hoà bình cho Việt Nam hoàn toàn được bảo đảm. Chỉ có quyền tác giả của bức ảnh hiện được đưa vào diện chưa chắc chắn.
Tổ chức đã ủy quyền tiến hành một cuộc phân tích điều tra kỹ lưỡng. Trong quá trình này, họ ưu tiên tài liệu ảnh và phim hơn là lời kể của nhân chứng hồi tưởng, mặc dù họ cũng tính đến chúng. Nguyên nhân là nhiều nhân chứng và nguồn thông tin có thể hiện không còn nữa. Có 16 cá nhân đã được xác định bằng hình ảnh là có mặt tại hiện trường, bao gồm các nhiếp ảnh gia, ít nhất ba đoàn làm phim truyền hình, các phóng viên báo in đã đưa tin về cuộc giao tranh ở Trảng Bàng và khu vực xung quanh ngày hôm đó.
Các vấn đề còn nghi vấn:
- Vị trí của Nick Út: Tổ chức Giải ảnh báo chí thế giới cho rằng hình ảnh tại thời điểm sát với bức ảnh nhất được xác minh cho thấy Nick Út ở xa hơn so với hiện trường trong tấm phim ghi lại thời điểm sau khi bức ảnh được chụp, cho thấy rất khó có khả năng Nick Út có thể chụp được bức ảnh, chạy đi khoảng 60 m và đứng lại một cách bình tĩnh. Nếu diễn ra, tất cả hành động đó phải được thực hiện trong một khoảng thời gian ngắn. Tuy nhiên, do không có hình ảnh hay bản ghi đầy đủ về mọi thời điểm nên câu hỏi vẫn còn bỏ ngỏ.
- Về mặt kỹ thuật: Việc bức ảnh có thể được chụp từ một chiếc máy ảnh Pentax. Ông Út đã mô tả công khai và rộng rãi việc ông sử dụng hai máy ảnh Leica và thêm hai máy ảnh Nikon. Tuy nhiên, Nick Út gần đây nói với AP rằng ông có thể đã mang theo chiếc Pentax vào ngày hôm đó. Do vậy, việc xác định tác quyền bằng máy ảnh Pentax là "có khả năng" nhưng cho đến nay vẫn chưa có bằng chứng xác đáng nào được đưa ra.

Khi không có kết luận nào là chắc chắn, và cho đến khi có bằng chứng xác thực về quyền tác giả, World Press Photo đã tạm dừng ghi nhận quyền tác giả đối với Em bé Napalm.